# Psikopat
Pour l’article ayant un titre homophone, voir Psychopathe.
Cet article possède un paronyme, voir Psychoprat'.
Psikopat était un magazine de bande dessinée humoristique fondé par Carali en 1982 et arrêté début 2019.

## Le Petit Psikopat illustré
Le premier numéro du Petit Psikopat illustré paraît en 1982 et il est titré « Raouf Lamloum le drôle d'oiseau ». C'est un fanzine de 44 pages, imprimé en offset, format A5, noir et blanc. Il cesse de paraître au dixième numéro, en septembre 1984.
D'un point de vue rédactionnel, le journal est très marqué par les auteurs issus du Square (Charlie Hebdo, Hara-Kiri) : Carali bien sûr, Gébé, Willem, Kamagurka, auxquels il faut ajouter Édika (Édouard Karali, le frère de Paul) ou encore Gudule, compagne de Carali à l'époque.
Au fil des parutions, l'équipe s'est étoffée avec des auteurs souvent proches de Fluide glacial : Daniel Goossens (pour une série de fausses pubs, inédites en albums), Christian Binet, Hugot, et plus tard Georges Wolinski, Schlingo, Léandri, Pichon, Gourio.

## Psikopat

### Première mouture (1985)
Carali participe en janvier 1985 au premier numéro de Psikopat, un magazine hebdomadaire de 84 pages avec couverture en couleurs, vendu en kiosque avec un tirage de 80 000 exemplaires, sous l'égide du professeur Choron. Seuls quatre numéros paraissent, les ventes étant trop faibles.

### Nouveau départ (1989)
En 1989, la maison d'édition Calva devient Zébu et publie en juin Psikopat, un bimestriel au format A4 et long 68 pages. Il accueille des auteurs débutants : Jean-Christophe Menu, Lewis Trondheim, Patrice Killoffer, Mattt Konture (qui allaient cofonder « l'Association »), autant qu'à des auteurs underground américains confirmés comme Robert Crumb, Gilbert Shelton, ou Hunt Emerson.
Deux des enfants de Carali, Mélanie (Mélaka) et Olivier (Olivier Ka) ont co-dirigé la publication.
Le journal était dépourvu de publicité.[réf. souhaitée]

## Autres collaborateurs
Le nombre des collaborateurs du Petit Psikopat illustré et de Psikopat compte, outre les précédents, des noms comme ceux de Roland Topor, Lasserpe, Lerouge, Lefred Thouron, Katou, Rifo, Ouin, Mathis, Herlé, Jean-Michel Thiriet, Stéphane Blanquet, Guillaume Bouzard, Caritte, Relom, Boulet, Babouse, Emmanuel Reuzé, Fred Neidhardt, Luz, Barros, Pixel Vengeur, Étienne Lécroart, Jean-Luc Coudray, Philippe Coudray, MathieuSap', etc.

## Arrêt de la publication
Fin novembre 2018 est annoncé que le magazine cessera en 2019,. Le dernier numéro (no 314) est daté de janvier à mars 2019.
La fille de Carali (Mélaka, l'une des deux employés permanentes de Psikopat) lance le Webzine Mazette (2019 à 2022).